# Saint-Maur (Cher)
Saint-Maur è un comune francese di 267 abitanti situato nel dipartimento del Cher, nella regione del Centro-Valle della Loira.

## Società

### Evoluzione demografica
Abitanti censiti